# John Argyris
John Hadji Argyris (né le 19 août 1913 à Volos en Grèce; † 2 avril 2004 à Stuttgart), spécialiste allemand du calcul des structures, est l'un des pères de la méthode des éléments finis. Il termina sa carrière à l'Université de Stuttgart en tant que directeur de l’Institut des constructions aéronautiques et aérospatiales.

## Biographie sommaire
Neveu du mathématicien Constantin Carathéodory, John Argyris étudia le génie civil à Athènes et à Munich, dont il sortit diplômé en 1936. Il fut d'abord ingénieur à la Sté Gollnow de Stettin, chargé de la construction de mâts d'antennes radio, puis fut affecté à Berlin et Zurich. En 1943 il fut recruté par le Département de Recherche de la Royal Aeronautical Society, en Angleterre. En 1949 il enseignait le calcul des ossatures d'avion comme privat-docent à Imperial College London, qui lui confia une nouvelle chaire à plein temps en 1955. En 1959, Argyris rentra en Allemagne où la Technische Hochschule de Stuttgart lui offrait d'enseigner, et il y fonda l’Institut des constructions aéronautiques et aérospatiales (Institut für Statik und Dynamik der Luft- und Raumfahrtkonstruktionen). Il a été élu membre de la Royal Society en 1986.

## Contributions
Dans les années 1950, Argyris, s'appuyant sur les travaux pionniers de Richard Courant relatifs à la formulation variationnelle des équations aux dérivées partielles, et les méthodes matricielles de calcul des treillis de poutres, développa concurremment avec Ray W. Clough et Olgierd C. Zienkiewicz une méthode numérique pour résoudre les problèmes d'élasticité les plus généraux, la méthode des éléments finis. L'avènement des ordinateurs lui permit de faire de cette technique un outil polyvalent, qu'il illustra par de nombreuses applications à l'industrie aéronautique.
Argyris se consacrait alors aux problèmes de résistance des matériaux des ailes et fuselages. Il traitait ces questions, relevant de la théorie mathématique de l'Élasticité, tantôt par combinaison de solutions connues d'équations aux dérivées partielles, tantôt par des approximations de calcul numérique. Bientôt tous ces calculs rendirent indispensables l'utilisation d’ordinateurs.
Au sein de son Institut für Statik und Dynamik der Luft- und Raumfahrtkonstruktionen (ISD) de l'Université de Stuttgart, Argyris développa au cours des années 1965-1985 avec ses étudiants le code de calcul ASKA (Automatic System for Kinematic Analysis) qui, parallèlement au code NASTRAN, fut l'un des premiers programmes de calcul par éléments finis vraiment universel.

## Distinctions
Argyris a été fait Commandeur (1985) puis Grand officier (1990) de l’Ordre du Mérite de la République fédérale d'Allemagne.
John Argyris a reçu de nombreuses distinctions en hommage à ses réalisations scientifiques, parmi lesquelles la médaille du Mérite du Land de Bade-Wurtemberg, la Médaille royale de la Royal Society à Londres des mains de la reine (1995), ainsi que la médaille d'or du Prince Philip par l'Academy of Engineering de Londres, la plus haute distinction pour les sciences de l'ingénieur au Royaume-Uni (1997). Argyris a été lauréat de la Médaille Timoshenko en 1981.

## Publications
- Die Erforschung des Chaos, Vieweg 1995, Springer Verlag 2010
- Dynamics of Structures, North Holland 1991
- (en coll. avec Lazarus Tenek) Finite element analysis for composite structures, Kluwer 1998
- (en coll. avec S. Kelsey) Modern fuselage analysis and the elastic aircraft, basic theory, Londres: Butterworth 1963
- (en coll. avec S. Kelsey) Energy theorems and structural analysis; a generalised discourse with applications on energy principles of structural analysis including the effects of temperature and nonlinear stress-strain relations, Londres, Butterworth 1960
  - Deux articles de même titre sont parus dans Aircraft Engineering, vol. 26, 1954, pp. 347–387, 410-422, vol. 27, 1955, pp. 42–58, 80-94, 125-134, 145-158
- Die Matrizentheorie in der Statik, Ingenieurarchiv, vol. 25, 1957, pp. 174–192
- Recent advances in matrix methods of structural analysis, Pergamon Press 1964
- The computer shapes the theory, Journal of the Aeronautical Society, vol. 65, 1965, p. XXXII
- (en coll. avec H.-P. Mlejnek) Die Methode der Finiten Elemente, 2 vol., Vieweg 1986, 1987